# Paolo Capresi
Paolo Capresi (Siena, 10 agosto 1966) è un giornalista e scrittore italiano.

## Biografia
Giornalista professionista dal 1996, ha cominciato ad esercitare la propria professione presso il quotidiano fiorentino La Nazione, per poi approdare a Mediaset, lavorando come inviato del telegiornale per Studio Aperto, Tg4 e Tgcom. In passato ha lavorato inoltre per Ansa, Tmc ed anche Rai.
Premiato nel 2015 con il "Giogo di argento di Montagnano" all'uscita del suo secondo libro, scritto a quattro mani con Federico Minghi, sulla Toscana, dal titolo "Al canto del Gallo".
Suoi alcuni servizi che hanno destato scalpore, come quello riguardante un pestaggio subito al termine di un derby calcistico tra Roma e Lazio e soprattutto l'intervista a un pentito fuoriuscito dalla setta delle Bestie di Satana, che ha rivelato anche nuove tracce da seguire riguardo scomparse come quella di Christian Frigerio.

## Opere
- Al canto del gallo, 2015, Nencini Editore
- Un viaggio toscano, 2014, Acar Edizioni